# Vampire (песня IZ*ONE)
«Vampire» - (с англ. — «Вампир») — третий японский сингл южнокорейско-японской проектной гёрл-руппы IZ*ONE. Он был выпущен в Японии лэйблом EMI Record 25 сентября 2019 года.

## Промоушен
10 августа стало известно, что IZ*ONE выпустят свой третий японский сингл. Он был выпущен в 16 выпусках: два обычный CD+DVD издания, лимиьирование WIZ*ONE компакт-диск издание, которое будет продаваться на WIZ*ONE Япония официальный магазин, который поставляется с одним фото и участию, двенадцати компакт-дисков сольных изданий, которые приходят с одним фото, и CD-бокс-сет издание.
Музыкальный тизер клипа «Vampire» вышел 30 августа.
 и полное музыкальное видео 13 сентября.

## Трек-лист
Физические релизы включают DVD-диски с музыкальным видео для заглавного трека.
Все тексты написаны Ясуси Акимото, рядом с «Love Bubble», который был написан Чо Ючжин, Мияваки Сакурой и Ким Минчжу.
| №  | Название             | Музыка               | Arrangement   | Длительность |
| -- | -------------------- | -------------------- | ------------- | ------------ |
| 1. | «Vampire»            | Chocolate Mix        | Chocolate Mix | 3:48         |
| 2. | «Kimi Igai» (君以外) | Hara Kazuhiro        | Hara Kazuhiro | 3:32         |
| 3. | «Love Bubble»        | Dro, Bin, Capitalist | Dro           | 3:17         |

| №  | Название                     | Длительность |
| -- | ---------------------------- | ------------ |
| 4. | «Vampire» (Instrumental)     | 3:48         |
| 5. | «Kimi Igai» (Instrumental)   | 3:32         |
| 6. | «Love Bubble» (Instrumental) | 3:17         |

| №  | Название                | Director(s)        | Длительность |
| -- | ----------------------- | ------------------ | ------------ |
| 1. | «Vampire» (Music video) | Takahiro Shiraishi |              |

| №  | Название                                             | Музыка                         | Arrangement     | Длительность |
| -- | ---------------------------------------------------- | ------------------------------ | --------------- | ------------ |
| 1. | «Vampire»                                            | Chocolate Mix                  | Chocolate Mix   | 3:48         |
| 2. | «Kimi Igai» (君以外)                                 | Hara Kazuhiro                  | Hara Kazuhiro   | 3:32         |
| 3. | «Shigaisen Nanka Buttobase» (紫外線なんかぶっとばせ) | Maesako Junya, Rikimaru Takeru | Rikimaru Takeru | 4:13         |

| №  | Название                                   | Длительность |
| -- | ------------------------------------------ | ------------ |
| 4. | «Vampire» (Instrumental)                   | 3:48         |
| 5. | «Kimi Igai» (Instrumental)                 | 3:32         |
| 6. | «Shigaisen Nanka Buttobase» (Instrumental) | 4:13         |

| №  | Название                        | Director(s)        | Длительность |
| -- | ------------------------------- | ------------------ | ------------ |
| 1. | «Vampire» (Music video)         | Takahiro Shiraishi |              |
| 2. | «Making of Vampire Music Video» |                    |              |

| №  | Название                    | Музыка                  | Arrangement             | Длительность |
| -- | --------------------------- | ----------------------- | ----------------------- | ------------ |
| 1. | «Vampire»                   | Chocolate Mix           | Chocolate Mix           | 3:48         |
| 2. | «Kimi Igai» (君以外)        | Hara Kazuhiro           | Hara Kazuhiro           | 3:32         |
| 3. | «Fukigen Lucy» (不機嫌Lucy) | Chocolate Mix, The Show | Chocolate Mix, The Show | 3:33         |

| №  | Название                      | Длительность |
| -- | ----------------------------- | ------------ |
| 4. | «Vampire» (Instrumental)      | 3:48         |
| 5. | «Kimi Igai» (Instrumental)    | 3:32         |
| 6. | «Fukigen Lucy» (Instrumental) | 3:33         |

## Чарты
| Чарты (2019)                     | Высшая позиция |
| -------------------------------- | -------------- |
| Япония (Japan Hot 100)           | 1              |
| Япония (Oricon)                  | 1              |
| Республика Корея (K-pop Hot 100) | 52             |

## Сертификация
| Регион                                                      | Сертификация | Продажи  |
| ----------------------------------------------------------- | ------------ | -------- |
| Япония (RIAJ)                                               | Золотой      | 100 000^ |
| ^ Данные о тиражах приведены только на основе сертификации. |              |          |